# SC Poseidon Berlin
Der SC Poseidon Berlin e.V. ist ein im Jahre 1886 gegründeter Schwimmverein aus Berlin-Wilmersdorf.
Im Vordergrund steht eine solide Grundausbildung von Kindern und Jugendlichen. Ab dem 5. Lebensjahr können die Kinder im Verein schwimmen lernen und haben die Möglichkeit in weiterführenden Freizeit- und Wettkampfsportgruppen ihren Sport zu betreiben. Das Training findet überwiegend im Stadtbad Wilmersdorf II in der Fritz-Wildung-Straße statt, wo sich auch das Vereinsheim und die Geschäftsstelle befinden. 

## Geschichte
Der Verein wurde 1886 durch den Schüler Willi Weidler gegründet.
Bereits 1887 nahm mit Georg Vité ein Schwimmer von Poseidon an den Deutschen Schwimmmeisterschaften teil. 1889 wurde Paul Weidler sowie 1899 und 1904–1907 Otto Hooff Deutsche Meister im Kunstspringen vom 3-m-Brett. Das Mitglied Fritz Scheider war Gründungsmitglied der ersten deutschen Wasserballnationalmannschaft bei den Olympischen Sommerspielen 1900. Emil Rausch wurde zwischen 1901 und 1907 siebenmal hintereinander Deutscher Meister über 1500 m Freistil. Zudem errang er bei den Deutschen Meisterschaften 1903 und 1905 die Meistertitel über 100 m Freistil. 1912 wechselte Hans Luber zu Poseidon und errang 1913, 1916, 1917, 1918 und 1919 jeweils die Deutsche Schwimmmeisterschaft im Bereich Mehrkampf, bestehend aus Tauchen, Springen und 100 m Schwimmen. Hans Luber wurde von 1925 bis 1927 Deutscher Meister im Turmspringen.
Im Zweiten Weltkrieg wurde das damalige Clubheim Deutsches Bad in Treptow völlig zerstört. Nach der Kapitulation Deutschlands wurden alles Sportvereine verboten, erst am 6. Juli 1949 konnte sich der Verein seinen alten Namen Poseidon wiedergeben. Bei der Deutschen Schwimmmeisterschaften 1967 errang Brigitte Lochter die Meisterschaft in 400 m Lagen. Mitte der 1970er gründete der SC Poseidon Berlin eine der ersten Damenwasserballmannschaften. Daraufhin taten es andere Berliner Vereine dem SC Poseidon gleich und es kam 1978/79 zur ersten Berliner Damenwasserballmeisterschaft.
Im April 1979 konnte das neue Hallenbad in der Fritz-Wildung-Straße (Stadtbad Wilmersdorf II) eingeweiht werden. Seither trainieren die Poseidonen und Poseidoninnen überwiegend in diesem Bad.
2014 und 2016 trat die Männermannschaft des SC Poseidon Berlins in der 2. Bundesliga der Deutschen Mannschaftsmeisterschaften Schwimmen an.
Bis heute nehmen die Jugend- und Masterschwimmgruppen des Vereines an nationalen und internationalen Wettkämpfen, wie den Deutschen Meisterschaften oder auch den Masters-Weltmeisterschaften, teil. Jährlich findet zudem das Karl-Wittenberg-Gedächtnisschwimmen statt, welches ein Wettkampf speziell für Kinder und Jugendliche ist.

## Bekannte Mitglieder
- Georg Hoffmann
- Otto Hooff
- Hans Luber
- Emil Rausch
- Fritz Scheider
- Erich Schultze
- Karl Wittenberg